# Sahel
Sahel ({{ety|ar|ساحل (sāḥil 'obala, breg') ali sahelska akacijeva savana je biogeografska regija v Afriki. Je prehodno območje med bolj vlažnimi sudanskimi savanami na jugu in bolj suho Saharo na severu. Sahel ima vroče polsušno podnebje in se razteza čez najjužnejše zemljepisne širine severne Afrike med Atlantskim oceanom in Rdečim morjem. Čeprav je geografsko v tropih, Sahel nima tropskega podnebja.
Zlasti v zahodnem Sahelu pogosto primanjkuje hrane in vode zaradi zelo visoke vladne korupcije in polsušnega podnebja. To še poslabšuje zelo visoka rodnost v regiji, kar povzroča hitro povečanje prebivalstva. V zadnjem času so se v mnogih sahelskih državah, zlasti v nekdanji francoski Afriki, zgodili različni državni udari, upori, terorizem in tuje intervencije.

## Etimologija
Izraz Sahel je izposojen iz arabskega imena za regijo, الساحل al-sāḥil. Sāḥil dobesedno pomeni 'obala, breg', kar je bilo pojasnjeno kot figurativna sklicevanje na južni rob prostrane Sahare. Vendar takšna uporaba v klasični arabščini ni potrjena in domneva se, da je beseda morda prvotno izpeljana iz arabske besede سهل sahl »ravnina«.

## Geografija
Sahel se razteza na 5900 km od Atlantskega oceana na zahodu do Rdečega morja na vzhodu, v pasu, širokem od nekaj sto do tisoč kilometrov. Pokriva površino 3.053.200 kvadratnih kilometrov.
Sahelska regija, ki predstavlja podnebno in ekološko prehodno območje z vročimi polpuščavskimi in stepskimi razmerami, na jugu meji na bolj vlažne sudanske savane, na severu pa na suho Saharo. Ta ekoregija se imenuje tudi sahelska akacijeva savana v čast njenega najvidnejšega in na sušo zelo odpornega drevesnega rodu.
Topografija Sahela je večinoma ravna; večina regije leži med 200 in 400 metri nadmorske višine. Iz Sahela se dviga več izoliranih planot in gorskih verig (npr. gorovje Marrah, gorovje Aïr, planota Ennedi), vendar so označene kot ločene ekoregije, ker se njihova flora in favna razlikujeta od okoliških nižav (npr. vzhodnosaharski gozdovi). Letna količina padavin se giblje od približno 100–200 mm na severu Sahela do približno 700–1000 mm na jugu. Sicer je količino padavin težko predvideti, a se od 60. let 20. stoletja iz leta v leto zmanjšuje (ne več kot 200 mm v zadnjih letih). Stroka ni enotna ali ta upad padavin pomeni neizbežno dezertifikacijo območja. Obstaja močna povezanost med količino padavin v Sahelu in močjo orkanov na Atlantiku.
Najpomembnejša dejavnika, ki določata rodovitnost zemlje v regiji, sta voda in mikrohranila, zlasti dušik in fosfati. Pomembna vira vode za regijo sta reka Niger in jezero Čad.
Sahel je bil pred približno 12.500 leti še del saharske puščave ter kot tak prekrit s peščenimi sipinami, ki so oblikovale današnje površje.
Obsega Senegal, Mavretanijo, Mali, Gambijo, Zelenortska otoke, Srednjeafriško republiko, Burkina Faso, Niger, Nigerijo, Čad, Sudan in Južni Sudan, Etiopijo, Eritrejo, Džibuti in Somalijo.

### Rastlinstvo in živalstvo
Sahel večinoma pokrivajo travniki in savana, z območji gozdov in grmovja. Travnati pokrov je po vsej regiji precej neprekinjen, prevladujejo enoletne vrste trav, kot so Cenchrus biflorus, Schoenefeldia gracilis in Aristida stipoides. Prevladujoče vrste akacij so drevesa, najpogostejša je Acacia tortilis, skupaj s Senegalia senegal in Senegalia laeta. Druge drevesne vrste vključujejo Adansonia digitata, Commiphora africana, Balanites aegyptiaca, Faidherbia albida, Borassus aethiopum, Vitellaria paradoxa, Olea europaea, Arbutus unedo, Phoenix canariensis, Hyphaene compressa, Cupressus sempervirens, Quercus coccifera, Quercus suber, Pinus nigra, Populus nigra, Ceratonia siliqua, Salix alba, Afzelia africana, Kigelia africana, Sclerocarya birrea in Boscia senegalensis. V severnem delu Sahela se območja puščavskega grmičevja, vključno s Panicum turgidum in Aristida sieberiana, izmenjujejo z območji travinja in savane. V dolgem sušnem obdobju številna drevesa odpadejo listi in odmrejo predvsem enoletne trave.
Sahel je bil nekoč dom velikih populacij pašnih sesalcev, vključno z oriksom Oryx dammah gazelami Gazella dama, Gazella dorcas, Gazella rufifrons, velikanskim prazgodovinskim bivolom (Pelorovis) in antilopo Alcelaphus buselaphus buselaphus, skupaj z velikimi plenilci, kot so afriški hijenski pes (Lycaon pictus), severozahodnoafriški gepard (Acinonyx jubatus hecki) in Acinonyx jubatus soemmeringii ter lev (Panthera leo). Število večjih vrst se je zaradi prelova in konkurence z živino močno zmanjšalo, več vrst pa je ranljivih, ogroženih ali izumrlih.
Sezonska mokrišča Sahela so pomembna za ptice selivke, ki se premikajo znotraj Afrike in po afriško-evrazijskih selitvenih poteh.[3]

### Nedavne suše v Sahelu
Sahelska regija že stoletja doživlja pogoste suše in mega suše. Ena mega suša je trajala od 1450 do 1700, kar je 250 let. V začetku stoletja, leta 1914 je območje prizadela huda suša zaradi večletnega drastičnega upada količine padavin, čemur je sledila obsežna lakota. Med letoma 1951 in 2004 je Sahel doživel eno najdoslednejših in najhujših suš v Afriki. Količina padavin pa se je nekoliko povečala v 1960-ih, zaradi česar je severna bolj sušna regija postala dostopnejša. Zato so se začela prizadevanja za poselitev teh predelov, sledilo pa je dolgo sušno obdobje med letoma 1968 in 1974. Slednje je bilo najhujše v zadnjih 150 letih in je imelo za posledico onemogočenje trajnostnega kmetovanja na severu, sledili pa so močni pojavi denudacije. Tudi tokrat je prišlo do velike lakote.
Mednarodna skupnost je skušala ublažiti posledice te katastrofe, kasneje je bil ustanovljen tudi Mednarodni sklad za kmetijski razvoj. Nekatere sahelske države pa so se povezale v Komite za nadzor nad sušo v Sahelu (Comité permanent inter-État de lutte contre la sécheresse au Sahel, CILSS), ki vodi projekte raziskav in pomoči. Opazovalci pa glede ohranjanja Sahela kot primernega življenjskega okolja verjamejo zlasti v pomen razvoja lokalnih gospodarskih sistemov, ki povečini sodijo med najbolj zaostale in najmanj industrializirane na svetu.

### Dezertifikacija in izguba tal
Sahelska regija se sooča z okoljskimi težavami, ki prispevajo k globalnemu segrevanju. Če se podnebne spremembe v regiji Sahel ne upočasnijo in dezertifikacija morda ne bo obrnjena s trajnostnimi praksami in kakršno koli obliko pogozdovanja, je le vprašanje časa, kdaj bodo države, kot je Niger, zaradi nenadzorovanih netrajnostnih človeških praks izgubile celotno kopno zaradi puščave.:9 Prekomerno kmetovanje, prekomerna paša, prenaseljenost obrobnih zemljišč in naravna erozija tal so povzročili resno dezertifikacijo regije. To je vplivalo na gradnjo zatočišč, zaradi česar je bilo treba spremeniti uporabljene materiale. Projekt brezlesne gradnje je bil v Sahelu uveden leta 1980 v okviru Razvojne delavnice in je od takrat dosegel velik družbeni vpliv v regiji. Pomembna pobuda za boj proti dezertifikaciji v regiji Sahel s pogozdovanjem in drugimi posegi je Veliki zeleni zid.
Pogosti so tudi veliki peščeni viharji. Novembra 2004 je Čad prizadel več velikih peščenih viharjev, ki izvirajo iz depresije Bodélé. To je običajno območje za peščene viharje, ki se pojavljajo v povprečju vsakih 100 dni vsako leto.
23. marca 2010 je močan peščeni vihar prizadel Mavretanijo, Senegal, Gambijo, Gvinejo Bissau, Gvinejo in notranjost Sierre Leone. Hkrati je še en vihar udaril v južno Alžirijo, notranjost Mavretanije, Mali in severno Slonokoščeno obalo.
Po sušnem obdobju v 1970-ih in 1980-ih pa se je v Sahelu začelo povečevati število padavin. To je lahko posledica globalnega segrevanja, ki lahko povzroči spremembe v obsežnih vremenskih vzorcih, kot so povečane močnejše monsunske padavine, ki jih povzroča toplejši Atlantski ocean. Pomemben dejavnik je lahko tudi segrevanje Sredozemskega morja.

### Zavarovana območja
Zavarovana območja v Sahelu so rezervat divjih živali Ferlo Nord v Senegalu, gozdno-pastoralni in delni živalski rezervat Sahela v Burkini Faso, rezervat Ansonga-Ménake v Maliju, rezervat Tadres v Nigru in Waza narodni park v Kamerunu.

## Demografija
Tradicionalno prebivalstvo Sahela so polnomadska ljudstva, ki se ukvarjajo s poljedelstvom in vzrejo živine. Pomemben del njihovega kmetijstva je prilagajanje naravnim razmeram z nomadstvom: v vlažni sezoni se črede živine pasejo v severnih predelih regije z bolj kvalitetno prstjo, za čas suhe sezone pa se preselijo nekaj sto kilometrov južneje, kjer je najti več sicer manj kvalitetne hrane.
Množina prebivalstva v Sahelu se veča, kar povzroča dodatne probleme v zvezi s pomanjkanjem hrane in vode.

## Zgodovina

### Zgodnje kmetijstvo
Okoli leta 4000 pr. n. št. se je podnebje Sahare in Sahela začelo izjemno hitro sušiti. Zaradi te podnebne spremembe so se jezera in reke znatno skrčila ter povzročila vse večjo dezertifikacijo. To je posledično zmanjšalo količino zemlje, primerne za naselbine in povzročilo migracije kmetijskih skupnosti v bolj vlažno podnebje Zahodne Afrike.

### Sahelska kraljestva
Sahelska kraljestva so bila vrsta monarhij s središčem v Sahelu med 9. in 18. stoletjem. Bogastvo držav, kot je legendarno Malijski imperij v času Manse Muse, je izviralo iz nadzora nad transsaharskimi trgovskimi potmi čez puščavo, zlasti z Magrebom. Njihova moč je izvirala iz velikih tovornih živali, kot so kamele in konji, ki so bile dovolj hitre, da so lahko velik imperij držale pod centralnim nadzorom in so bile uporabne tudi v bitkah. Vsi ti imperiji so bili precej decentralizirani, mesta članic pa so imela veliko avtonomije.
Večja sahelska kraljestva so nastala po letu 750 n. št. in v dolini Nigra zgradila več velikih mest, med njimi Timbuktu, Gao in Djenné.
Zaradi gozdnatih območij na jugu so se sahelske države ovirale pri širitvi v severno državo Akan ljudstev Bonoman in Joruba, saj so bili konjeniški bojevniki v gozdovih skoraj neuporabni. Poleg tega so bili konji in kamele dovzetni za vlago in bolezni tropov.

### Kolonialno obdobje
Zahodni Sahel je konec 19. stoletja pripadel Franciji kot del Francoske Zahodne Afrike. Čad je bil dodan leta 1900 kot del Francoske Ekvatorialne Afrike. Francoska ozemlja v Sahelu so bila dekolonizirana leta 1960.
Najvzhodnejša regija Sahela ni padla pod evropske sile, temveč pod egiptovski kedivat, ko jo je v 1820-ih osvojil Mohamed Ali Egiptovski. Do leta 1899 je prišla pod britansko oblast, dokler ji Egipt ni leta 1956 podelil neodvisnosti.

### Terorizem
Po podatkih revije The Economist je Sahel v zadnjih letih postal epicenter terorističnega nasilja, saj je do leta 2021 prispeval k 35 % vseh smrtnih žrtev zaradi terorizma po svetu, pri čemer je Jama'at Nasr al-Islam wal Muslimin, skupina, povezana z Al Kaido, opredeljena kot najhitreje rastoča teroristična organizacija na svetu. Leta 2023 se je število smrtnih žrtev zaradi konfliktov v osrednjem Sahelu povečalo za 38 %, kažejo podatki raziskovalne organizacije Armed Conflict Location and Event Data Project.
Po libijski krizi, ki se je začela leta 2011, so teroristične organizacije, ki delujejo v Sahelu, vključno z Boko Haram, Islamsko državo in Al Kaido v islamskem Magrebu (AQIM), močno zaostrile nasilje, ekstremizem in nestabilnost v regiji. Marca 2020 so Združene države Amerike poslale posebnega odposlanca za regijo Sahel, da bi se boril proti naraščajočemu nasilju terorističnih skupin. Katoliška dobrodelna organizacija Aid to the Church in Need je poudarila dejstvo, da je Sahel postal ena najnevarnejših regij na svetu za kristjane.
Od leta 2024 je val novih vojaških hunt v Afriki, ki dajejo prednost ruskim plačancem pred zahodnimi silami in mirovniki ZN, okrepil nasilje. To je Mavretanijo in Čad pripeljalo do razpustitve protiterorističnega zavezništva G5 Sahel, potem ko so se vojaški režimi v Burkini Faso, Nigru in Maliju umaknili.
Po poročanju BBC je regija Sahel postala svetovno središče terorizma, saj je po podatkih Globalnega indeksa terorizma (GTI) odgovorna za več kot polovico vseh smrtnih žrtev, povezanih s terorizmom. Leta 2023 je bilo v regiji zabeleženih 3885 smrtnih žrtev od skupno 7555 na svetu, kar pomeni skoraj desetkratno povečanje od leta 2019. Porast ekstremističnega nasilja pripisujejo širjenju skupin, kot sta podružnica Islamske države v Sahelu in Džamat Nusrat al-Islam wal Muslimeen (JNIM), ki se potegujejo za ozemlje in vpliv, hkrati pa uvajajo strogo upravljanje na podlagi šeriatskega prava. Politična nestabilnost, šibko upravljanje in vzpon vojaških hunt po državnih udarih v Maliju, Burkini Faso, Gvineji in Nigru so še dodatno podžgali upor. Te skupine vzdržujejo svoje delovanje z ugrabitvami zaradi odkupnine, nezakonitim rudarjenjem zlata in trgovino z drogami, Sahel pa je zdaj glavna pot za tihotapljenje kokaina iz Južne Amerike v Evropo. Medtem so vlade v regiji svoja zavezništva preusmerile iz zahodnih držav v Rusijo in Kitajsko, pri čemer se za varnostno pomoč zanašajo na paravojaške skupine, kot je Afriški korpus (prej Wagner), čeprav z omejenim uspehom. Nasilje se vse bolj širi v sosednje države, kot sta Togo in Benin, kar vzbuja zaskrbljenost glede širše destabilizacije Zahodne Afrike.